# 菜子镇
菜子镇，是中华人民共和国甘肃省定西市陇西县下辖的一个乡镇级行政单位。

## 行政区划
菜子镇下辖以下地区：
十里铺村、二十铺村、板羊村、浅河村、菜子村、东风村、牟河村、先锋村、侯家门村、董家寺村、马家庄村、旧庄村、白化村、雪山村、四店村、中川村、元阁村和步云村。